# Chatignonville
Chatignonville är en kommun i departementet Essonne i regionen Île-de-France i norra Frankrike. Kommunen ligger i kantonen Dourdan som tillhör arrondissementet Étampes. År 2022 hade Chatignonville 71 invånare.

## Befolkningsutveckling
Antalet invånare i kommunen Chatignonville
| Referens: INSEE |